# つボイノリオのオールナイトニッポン
『つボイノリオのオールナイトニッポン』は、ニッポン放送の深夜放送『オールナイトニッポン』でつボイノリオがパーソナリティを担当したラジオ番組である。

## 放送時間
- 金曜1部・2部 1977年10月7日 - 1978年9月30日 25:00 - 29:00 （土曜未明1:00 - 5:00）[1]
- 金曜1部 1978年10月6日 - 1979年3月30日 25:00 - 27:00 （土曜未明1:00 - 3:00）[2][3]

## 概要
東海地方を拠点に活動していたつボイが、28歳になって本格的に東京に進出したラジオ番組である。
放送開始当初は4時間であったが、番組が始まって1年が経った頃に、2時間に短縮した。原因として、つボイの体調不良があった。これについて、つボイは後のインタビューで「本番が始まると突然視野が狭くなり、胸が苦しくなってくるんです。ところが本番が終るとケロっと元に戻る。病院に診てもらっても特に悪いところはないといわれる」と当時の状況を振り返っている。そして、その後も半年間にわたって、番組を担当したが、結局、通算して1年半の番組の歴史に終止符を打つことになった。

## 主なコーナー
恋のイチャイチャコーナー
- リスナーの彼氏、彼女とのイチャイチャエピソードを紹介[5]。

デキントボーイ17号
- リスナーから見せるのも恥ずかしい点数を取ったテストの答案を募集、紹介してリスナーを慰める[5]。

悪書追放運動
- 「悪書追放」と称し、リスナーからエロ本の差し入れを募った[5]。
他

## ゲスト
- 1978年2月25日 - キャンディーズ
- アグネス・チャン[5]
- 木之内みどり[5]
他